# Haukar Hafnarfjörður
Haukar is een IJslandse omnisportvereniging uit Hafnarfjörður waarvan de voetbal- , basketbal- en de handbalafdeling het meest bekend zijn. De club werd op 12 april 1931 opgericht en fuseerde in 1935 met FH tot ÍBH. In 1961 werd de fusie ongedaan gemaakt en nam de club zijn oude naam weer aan.

## Handbal
Het heren handbalteam werd landskampioen in 1943, 2000, 2003, 2004, 2005, 2006, 2008 en 2009 en nam ook meermaals deel aan de EHF Champions League. In 1980, 1997, 2001, 2002 en 2010 won het team de IJslandse beker. De dames handballers werden landskampioen in 1945, 1946, 1996, 1997, 2001, 2002 en 2005 en wonnen in 1997, 2003, 2006 en 2007 de beker.

## Basketbal
Bij het basketbal werd de club bij de heren landskampioen in 1988 en in 1985, 1986 en 1996 werd de beker gewonnen. De dames werden in 2006, 2007 en 2009 landskampioen en wonnen in 1984, 1992, 2005, 2007 en 2010 de beker.

## Voetbal
De heren voetbalafdeling werd in 2009 tweede in de 1. deild karla en promoveerde zo voor het eerst naar de Úrvalsdeild. Na één seizoen degradeerde de club en in 2019 degradeerde het opnieuw.

### Eindklasseringen
- 2000 1e
3. deild karla
- 2001 1e
2. deild karla
- 2002 6e
1. deild karla
- 2003 5e
1. deild karla
- 2004 8e
1. deild karla
- 2005 8e
1. deild karla
- 2006 10e
1. deild karla
- 2007 1e
2. deild karla
- 2008 6e
1. deild karla
- 2009 2e
1. deild karla
- 2010 11e
Úrvalsdeild
- 2011 3e
1. deild karla
- 2012 5e
1. deild karla
- 2013 3e
1. deild karla
- 2014 7e
1. deild karla
- 2015 6e
1. deild karla
- 2016 5e
1. deild karla
- 2017 7e
1. deild karla
- 2018 8e
1. deild karla
- 2019 11e
1. deild karla
- 2020 5e
2. deild karla
- 2021 9e
2. deild karla
- 2022 9e
2. deild karla
- 2023 7e
2. deild karla
- 2024 6e
2. deild karla

- Úrvalsdeild
- 1. deild karla
- 2. deild karla
- 3. deild karla